# Broadland
Broadland ist ein District in der Grafschaft Norfolk in England, der nach den Norfolk Broads benannt ist. Verwaltungssitz ist Thorpe St Andrew; weitere Orte sind Acle, Alderford, Aylsham, Blofield, Brundall, Hellesdon, Hevingham, Horsford, Reepham, Salhouse, Sprowston, Taverham und Wroxham.
Der Bezirk wurde am 1. April 1974 gebildet und entstand aus der Fusion des Rural District St. Faiths and Aylsham und eines Teils des Rural District Blofield and Flegg und besteht aus 65 Gemeinden.